# Verein für Leibesübungen Wolfsburg 2002-2003
Questa voce raccoglie le informazioni riguardanti il Verein für Leibesübungen Wolfsburg nelle competizioni ufficiali della stagione 2002-2003.

## Stagione
Nella stagione 2002-2003 il Wolfsburg, allenato da Wolfgang Wolf e Jürgen Röber, concluse il campionato di Bundesliga all'8º posto. In Coppa di Germania il Wolfsburg fu eliminato al secondo turno dal Monaco 1860.

## Rosa
| N. |                                 | Ruolo | Calciatore       |
| -- | ------------------------------- | ----- | ---------------- |
| 1  | Germania (bandiera)             | P     | Claus Reitmaier  |
| 2  | Guinea (bandiera)               | C     | Pablo Thiam      |
| 3  | Germania (bandiera)             | C     | Frank Greiner    |
| 4  | Danimarca (bandiera)            | D     | Kim Madsen       |
| 5  | Germania (bandiera)             | D     | Stefan Schnoor   |
| 6  | Ghana (bandiera)                | C     | Charles Akonnor  |
| 7  | Germania (bandiera)             | C     | Patrick Weiser   |
| 8  | Romania (bandiera)              | C     | Dorinel Munteanu |
| 9  | Argentina (bandiera)            | A     | Diego Klimowicz  |
| 11 | Croazia (bandiera)              | A     | Tomislav Marić   |
| 12 | Bosnia ed Erzegovina (bandiera) | P     | Sead Ramović     |
| 13 | Croazia (bandiera)              | D     | Marino Biliškov  |
| 14 | Danimarca (bandiera)            | A     | Peter Madsen     |
| 15 | Germania (bandiera)             | C     | Tobias Rau       |
| 19 | Danimarca (bandiera)            | D     | Thomas Rytter    |

| N. |                       | Ruolo | Calciatore          |
| -- | --------------------- | ----- | ------------------- |
| 20 | Argentina (bandiera)  | D     | Pablo Quatrocchi    |
| 21 | Bulgaria (bandiera)   | C     | Martin Petrov       |
| 22 | Germania (bandiera)   | A     | Roy Präger          |
| 23 | Germania (bandiera)   | C     | Sven Müller         |
| 26 | Brasile (bandiera)    | C     | Robson Ponte        |
| 27 | Slovacchia (bandiera) | C     | Miroslav Karhan     |
| 30 | Danimarca (bandiera)  | P     | Jesper Christiansen |
| 31 | Ghana (bandiera)      | D     | Hans Sarpei         |
| 32 | Polonia (bandiera)    | A     | Michał Janicki      |
| 33 | Germania (bandiera)   | D     | Maik Franz          |
| 35 | Polonia (bandiera)    | C     | Bartosz Romanczuk   |
| 36 | Germania (bandiera)   | C     | Michael Habryka     |
| 37 | Germania (bandiera)   | D     | Karsten Fischer     |
| 38 | Germania (bandiera)   | D     | Stefan Lorenz       |
| 40 | Germania (bandiera)   | P     | Patrick Platins     |

## Organigramma societario
Area tecnica
- Allenatore: Jürgen Röber
- Allenatore in seconda: Bernd Storck
- Preparatore dei portieri: Jörg Hoßbach
- Preparatori atletici: Manfred Kroß

## Calciomercato

### Sessione estiva
| Acquisti | Acquisti            | Acquisti      | Acquisti |
| R.       | Nome                | da            | Modalità |
| -------- | ------------------- | ------------- | -------- |
| P        | Jesper Christiansen | Vejle         |          |
| C        | Stefan Effenberg    | Bayern Monaco |          |
| D        | Kim Madsen          | Copenaghen    |          |
| A        | Roy Präger          | Amburgo       |          |

| Cessioni | Cessioni           | Cessioni               | Cessioni |
| R.       | Nome               | da                     | Modalità |
| -------- | ------------------ | ---------------------- | -------- |
| C        | Gernot Plassnegger | Waldhof Mannheim       |          |
| D        | Emeka Ifejiagwa    | Wolfsburg II           |          |
| A        | Andrzej Juskowiak  | Energie Cottbus        |          |
| A        | Joshua Kennedy     | Kickers Stoccarda      |          |
| D        | Waldemar Kryger    | Lech Poznań            |          |
| C        | Dietmar Kühbauer   | Mattersburg            |          |
| C        | Michael Madsen     | Nordsjælland           |          |
| D        | Dušan Petković     | Norimberga             |          |
| A        | Jürgen Rische      | Eintracht Braunschweig |          |

### Sessione invernale
| Acquisti | Acquisti         | Acquisti         | Acquisti |
| R.       | Nome             | da               | Modalità |
| -------- | ---------------- | ---------------- | -------- |
| A        | Peter Madsen     | Brøndby          |          |
| D        | Pablo Quatrocchi | Estudiantes (LP) |          |
| C        | Pablo Thiam      | Bayern Monaco    |          |

| Cessioni | Cessioni | Cessioni | Cessioni |
| R.       | Nome     | da       | Modalità |
| -------- | -------- | -------- | -------- |

## Risultati

### Bundesliga

#### Girone di andata
| Arbitro: | Stark |

|             |           |  |
| Vermant 89’ | Marcatori |  |

| Arbitro: | Kircher |

|            |           |  |
| Petrov 67’ | Marcatori |  |

| Arbitro: | Wagner |

|               |           |  |
| Brinkmann 43’ | Marcatori |  |

| Arbitro: | Wack |

|                                 |           |           |
| Effenberg 51’ (rig.) Sarpei 83’ | Marcatori | 71’ Antar |

| Arbitro: | Krug |

|                           |           |                         |
| Wiesinger 47’ Schroth 64’ | Marcatori | 77’ Ponte 87’ Klimowicz |

| Arbitro: | Fandel |

|  |           |                                |
|  | Marcatori | 65’ Sanneh 68’ (rig.) Petković |

| Arbitro: | Steinborn |

|  |           |           |
|  | Marcatori | 55’ Marić |

| Arbitro: | Sippel |

|                        |           |  |
| Marić 6’ Effenberg 74’ | Marcatori |  |

| Arbitro: | Wack |

|                                                          |           |                        |
| Christiansen 5’ Fahrenhorst 56’ Freier 57’ Hashemian 82’ | Marcatori | 6’ Klimowicz 37’ Ponte |

| Arbitro: | Krug |

|               |           |  |
| Klimowicz 29’ | Marcatori |  |

| Arbitro: | Jansen |

|                                          |           |              |
| Stendel 23’ Bobic 28’ Kōnstantinidīs 82’ | Marcatori | 76’ Munteanu |

| Arbitro: | Keßler |

|                                    |           |            |
| Petrov 28’ Ponte 66’ Effenberg 84’ | Marcatori | 70’ Micoud |

| Arbitro: | Merk |

|                |           |  |
| Santa Cruz 27’ | Marcatori |  |

| Arbitro: | Steinborn |

|                    |           |  |
| Klimowicz 20’, 55’ | Marcatori |  |

| Arbitro: | Stark |

|                         |           |  |
| Lokvenc 15’ Lincoln 66’ | Marcatori |  |

| Arbitro: | Fleischer |

|                      |           |                      |
| Šimunić 25’ Goor 47’ | Marcatori | 63’ Ponte 90’ Madsen |

| Arbitro: | Merk |

|                  |           |                         |
| Marić 76’ (rig.) | Marcatori | 35’ Schneider 55’ Meira |

#### Girone di ritorno
| Arbitro: | Koop |

|           |           |                        |
| Marić 71’ | Marcatori | 47’ Kmetsch 50’ Varela |

| Arbitro: | Fandel |

|                       |           |  |
| Schnoor 24’ Marić 50’ | Marcatori |  |

| Arbitro: | Kinhöfer |

|                          |           |  |
| Cardoso 39’ Benjamin 90’ | Marcatori |  |

| Arbitro: | Albrecht |

|                              |           |  |
| Schnoor 33’ (aut.) Aidoo 71’ | Marcatori |  |

| Arbitro: | Merk |

|               |           |           |
| Klimowicz 71’ | Marcatori | 51’ Lauth |

| Arbitro: | Fröhlich |

|                   |           |           |
| Müller 25’ (rig.) | Marcatori | 90’ Marić |

| Arbitro: | Krug |

|                               |           |                               |
| Marić 6’ Präger 29’ Ponte 62’ | Marcatori | 7’ Rink 16’ (rig.) Reghecampf |

| Arbitro: | Fleischer |

|             |           |           |
| Ramelow 68’ | Marcatori | 81’ Marić |

| Arbitro: | Keßler |

|                      |           |  |
| Marić 21’ Präger 32’ | Marcatori |  |

| Arbitro: | Jansen |

|         |           |  |
| Hill 3’ | Marcatori |  |

| Arbitro: | Aust |

|               |           |  |
| Klimowicz 55’ | Marcatori |  |

| Arbitro: | Krug |

|  |           |              |
|  | Marcatori | 86’ Biliškov |

| Arbitro: | Fandel |

|  |           |                       |
|  | Marcatori | 59’ Élber 83’ Pizarro |

| Arbitro: | Koop |

|                        |           |                |
| Ricken 16’ Rosický 67’ | Marcatori | 59’, 62’ Thiam |

| Arbitro: | Sippel |

|                |           |                      |
| Marić 19’, 57’ | Marcatori | 5’ Sforza 69’ Mifsud |

| Arbitro: | Stark |

|                              |           |  |
| Marić 5’ (rig.) Munteanu 58’ | Marcatori |  |

| Arbitro: | Krug |

|                                |           |  |
| Kurányi 12’ Balăkov 23’ (rig.) | Marcatori |  |

### Coppa di Germania
| Arbitro: | Schalk |

|  |           |                          |
|  | Marcatori | 59’ Klimowicz 82’ Karhan |

| Arbitro: | Schmidt |

|                                                                                 |                      |                                                                                  |
| Max 17’ Costa 20’                                                               | Marcatori            | 21’ Munteanu 50’ Klimowicz                                                       |
| Häßler Borimirov Meyer Hoffmann Šuker Lauth Costa Cerny Schroth Votava Jentzsch | Tiri di rigore 8 – 7 | Marić Karhan Ponte Klimowicz Petrov Schnoor Biliškov Rau Sarpei Rytter Reitmaier |

## Statistiche

### Statistiche di squadra
| Competizione      | Punti | In casa | In casa | In casa | In casa | In casa | In casa | In trasferta | In trasferta | In trasferta | In trasferta | In trasferta | In trasferta | Totale | Totale | Totale | Totale | Totale | Totale | DR |
| Competizione      | Punti | G       | V       | N       | P       | Gf      | Gs      | G            | V            | N            | P            | Gf           | Gs           | G      | V      | N      | P      | Gf     | Gs     | DR |
| ----------------- | ----- | ------- | ------- | ------- | ------- | ------- | ------- | ------------ | ------------ | ------------ | ------------ | ------------ | ------------ | ------ | ------ | ------ | ------ | ------ | ------ | -- |
| Bundesliga        | 46    | 17      | 11      | 2       | 4       | 26      | 15      | 17           | 2            | 5            | 10           | 13           | 27           | 34     | 13     | 7      | 14     | 39     | 42     | -3 |
| Coppa di Germania | -     | 0       | 0       | 0       | 0       | 0       | 0       | 2            | 1            | 1            | 0            | 4            | 2            | 2      | 1      | 1      | 0      | 4      | 2      | +2 |
| Totale            | 46    | 17      | 11      | 2       | 4       | 26      | 15      | 19           | 3            | 6            | 10           | 17           | 29           | 36     | 14     | 8      | 14     | 43     | 44     | -1 |

### Andamento in campionato
| Giornata  | 1  | 2 | 3  | 4 | 5 | 6  | 7 | 8 | 9  | 10 | 11 | 12 | 13 | 14 | 15 | 16 | 17 | 18 | 19 | 20 | 21 | 22 | 23 | 24 | 25 | 26 | 27 | 28 | 29 | 30 | 31 | 32 | 33 | 34 |
| --------- | -- | - | -- | - | - | -- | - | - | -- | -- | -- | -- | -- | -- | -- | -- | -- | -- | -- | -- | -- | -- | -- | -- | -- | -- | -- | -- | -- | -- | -- | -- | -- | -- |
| Luogo     | T  | C | T  | C | T | C  | T | C | T  | C  | T  | C  | T  | C  | T  | T  | C  | C  | C  | T  | T  | C  | T  | C  | T  | C  | T  | C  | T  | C  | T  | C  | C  | T  |
| Risultato | P  | V | P  | V | N | P  | V | V | P  | V  | P  | V  | P  | V  | P  | N  | P  | P  | V  | P  | P  | N  | N  | V  | N  | V  | P  | V  | V  | P  | N  | N  | V  | P  |
| Posizione | 15 | 7 | 10 | 9 | 9 | 11 | 8 | 6 | 10 | 8  | 9  | 9  | 9  | 7  | 9  | 9  | 10 | 11 | 12 | 10 | 11 | 11 | 11 | 9  | 9  | 8  | 9  | 8  | 8  | 8  | 8  | 9  | 8  | 8  |

Legenda:

Luogo: C = Casa; T = Trasferta. Risultato: V = Vittoria; N = Pareggio; P = Sconfitta.

### Statistiche dei giocatori
| Giocatore       | Bundesliga | Bundesliga | Bundesliga  | Bundesliga | Coppa di Germania | Coppa di Germania | Coppa di Germania | Coppa di Germania | Totale   | Totale | Totale      | Totale     |
| Giocatore       | Presenze   | Reti       | Ammonizioni | Espulsioni | Presenze          | Reti              | Ammonizioni       | Espulsioni        | Presenze | Reti   | Ammonizioni | Espulsioni |
| --------------- | ---------- | ---------- | ----------- | ---------- | ----------------- | ----------------- | ----------------- | ----------------- | -------- | ------ | ----------- | ---------- |
| C. Akonnor      | 14         | 0          | 2           | 0          | 1                 | 0                 | 1                 | 0                 | 15       | 0      | 3           | 0          |
| M. Biliškov     | 20         | 1          | 4           | 0          | 1                 | 0                 | 1                 | 0                 | 21       | 1      | 5           | 0          |
| J. Christiansen | 0          | 0          | 0           | 0          | 0                 | 0                 | 0                 | 0                 | 0        | 0      | 0           | 0          |
| S. Effenberg    | 19         | 3          | 6           | 0          | 2                 | 0                 | 2                 | 0                 | 21       | 3      | 8           | 0          |
| K. Fischer      | 0          | 0          | 0           | 0          | 0                 | 0                 | 0                 | 0                 | 0        | 0      | 0           | 0          |
| M. Franz        | 13         | 0          | 4           | 0          | 0                 | 0                 | 0                 | 0                 | 13       | 0      | 4           | 0          |
| F. Greiner      | 1          | 0          | 0           | 0          | 0                 | 0                 | 0                 | 0                 | 1        | 0      | 0           | 0          |
| M. Habryka      | 0          | 0          | 0           | 0          | 0                 | 0                 | 0                 | 0                 | 0        | 0      | 0           | 0          |
| M. Janicki      | 2          | 0          | 0           | 0          | 0                 | 0                 | 0                 | 0                 | 2        | 0      | 0           | 0          |
| M. Karhan       | 32         | 0          | 8           | 0          | 2                 | 1                 | 0                 | 0                 | 34       | 1      | 8           | 0          |
| D. Klimowicz    | 25         | 7          | 4           | 0          | 2                 | 2                 | 1                 | 0                 | 27       | 9      | 5           | 0          |
| S. Lorenz       | 1          | 0          | 0           | 0          | 0                 | 0                 | 0                 | 0                 | 1        | 0      | 0           | 0          |
| K. Madsen       | 13         | 1          | 1           | 0          | 1                 | 0                 | 1                 | 0                 | 14       | 1      | 2           | 0          |
| P. Madsen       | 4          | 0          | 0           | 0          | 0                 | 0                 | 0                 | 0                 | 4        | 0      | 0           | 0          |
| T. Marić        | 27         | 12         | 4           | 1          | 2                 | 0                 | 0                 | 0                 | 29       | 12     | 4           | 1          |
| D. Munteanu     | 18         | 2          | 1           | 0          | 1                 | 1                 | 0                 | 0                 | 19       | 3      | 1           | 0          |
| S. Müller       | 14         | 0          | 3           | 0          | 0                 | 0                 | 0                 | 0                 | 14       | 0      | 3           | 0          |
| M. Petrov       | 26         | 2          | 6           | 1          | 2                 | 0                 | 0                 | 0                 | 28       | 2      | 6           | 1          |
| G. Plassnegger  | 0          | 0          | 0           | 0          | 0                 | 0                 | 0                 | 0                 | 0        | 0      | 0           | 0          |
| P. Platins      | 0          | 0          | 0           | 0          | 0                 | 0                 | 0                 | 0                 | 0        | 0      | 0           | 0          |
| R. Ponte        | 30         | 5          | 6           | 1          | 2                 | 0                 | 1                 | 0                 | 32       | 5      | 7           | 1          |
| R. Präger       | 25         | 2          | 7           | 0          | 2                 | 0                 | 1                 | 0                 | 27       | 2      | 8           | 0          |
| P. Quatrocchi   | 10         | 0          | 1           | 0          | 0                 | 0                 | 0                 | 0                 | 10       | 0      | 1           | 0          |
| S. Ramović      | 5          | 0          | 0           | 0          | 0                 | 0                 | 0                 | 0                 | 5        | 0      | 0           | 0          |
| T. Rau          | 27         | 0          | 5           | 0          | 2                 | 0                 | 0                 | 0                 | 29       | 0      | 5           | 0          |
| C. Reitmaier    | 29         | 0          | 1           | 0          | 2                 | 0                 | 0                 | 0                 | 31       | 0      | 1           | 0          |
| B. Romanczuk    | 0          | 0          | 0           | 0          | 0                 | 0                 | 0                 | 0                 | 0        | 0      | 0           | 0          |
| T. Rytter       | 26         | 0          | 7           | 0          | 2                 | 0                 | 1                 | 0                 | 28       | 0      | 8           | 0          |
| H. Sarpei       | 21         | 1          | 3           | 1          | 2                 | 0                 | 1                 | 0                 | 23       | 1      | 4           | 1          |
| S. Schnoor      | 31         | 1          | 14          | 0          | 2                 | 0                 | 0                 | 0                 | 33       | 1      | 14          | 0          |
| P. Thiam        | 16         | 2          | 3           | 0          | 0                 | 0                 | 0                 | 0                 | 16       | 2      | 3           | 0          |
| P. Weiser       | 20         | 0          | 3           | 0          | 0                 | 0                 | 0                 | 0                 | 20       | 0      | 3           | 0          |